# 白話文
白話文，亦稱語體文。现代白话文主要分为5种，分别是官话白话文（京白）、中州韵白话文（韵白）、吴语白话文（苏白）、闽语白话文（福白）以及粤语白话文（广白）；在这5种之外，未能識別屬於何種中文書面語，而具地方特色的白话，则统称为「土白」，日常生活中交流使用的白话文，通常指官话白话文。
白話文以各漢語分支的現代口語為基礎，經過加工的書面語，以區别文言文（為春秋時期至20世紀初的寫作規範）。

## 歷史
近代曾假設古代寫作，起源自中國春秋戰國時期的漢語口語。此種說法以學者胡適為首，一九二八年出版白話文學史代表，至中國漢代，文言文已經脫離日常口語，而當時書面語，即後來文言文，已經開始向復古和口語兩個方向發展。 然而後來亦相反論述，胡適受限於當時西方看法。相對於遠古文明，西方書寫直接借自外來，當時外來文字已演變出記音記言，故此當時西方語言論述認為，口述以文字一字一字記法，一開始書寫必然白話文，此乃當時西方局限。然而遠古文明，皆有符號轉換為表意文字一段，而書寫文字亦極費功夫，刻劃以至書寫材料，亦非若干千年後易書易寫。故此書寫與口述，必然大異，書寫要相當精簡，意到即止。尤其出土甲骨文中近乎表格，極端省畧，根本不可能記述口語。文言文自始至終，並非口語逐字記錄，而是自成書寫體系。及至中國唐宋時期，隨着紙筆技術精良，大批制造，有印刷書籍，先至出現白話寫作，顯出文白差異。
胡適為此分類，有三種書面語。一種書面語模仿上古漢文書面文獻，如唐宋八大家的散文，即古文運動的作品；另一種是在兩漢至魏晉南北朝漢語基礎上所形成的書面語，即今日的漢文，如西漢《史記》、東漢佛經翻譯、 南北朝劉義慶的《世說新語》；第三種則是各種白話文的源頭，如唐代的變文 、宋代的話本等。到了元、明、清的近世時期，情況與中古時期類似，既有模仿上古的書面語，如桐城派的散文，亦有今日所謂的文言（如明史、清史稿），又有所謂的近代白話，比如《水滸傳》、《西遊記》等。由於文言文並不是一時一地的一種語言，因此不同時代或地區的文獻，在語法和詞彙上會有差異。
自维新变法及辛亥革命之後，中國普遍有著各種改革舊有文化的思想；从梁启超创报推广时务白话文体，到知識分子陳獨秀、胡適等除了大力引進各種西方學說，標榜科學與民主外，因鑑於文言文有礙於表情達意，也鼓勵白話文。他們積極提倡以近口語的白話文代替文言文，強調「我手寫我口」，競相出版刊物，如《新青年》等，為文學帶來一片新思潮。隨著1919年所發生的五四運動，當時全中國瀰漫著一片反傳統、求革新的呼聲，進一步推助了白話文運動的發展。
新文學運動之後，白話文運動取得成功，以符合官話口語詞彙、語法的白話文逐漸取代了與口語脫離的文言文。與此同時，中國各地語言都相繼出現了各自的中文書面語。但在台灣和中國大陸，政府強制推廣源於北京官话制定的中華民國國語、普通話及相應的現代漢語白話文，令各地一度出現的口語書面化運動無疾而終。然而在英國殖民地香港和以粵語人群為主的海外華人社區，語言沒有受到限制。粵語在相對自由寬鬆的環境中發展，符合粵語口語詞彙、語法的粵語白話文也得以延續並在民間廣泛使用。臺灣自解嚴後，一度受壓抑的臺語白話文最近有復甦跡象。

## 規範

### 粵語

#### 廣府片
由於欠缺政府採納和支持，又缺乏專門的規範機構，人們書寫粵語白話文經常出現錯別字，或者乾脆拿同音字及英文（字母）代替，使得書寫頗爲混亂。儘管如此，約定俗成的「標準」還是存在的。在第二次世界大戰前後，由於當時的粵劇是少數把粵語寫出來的文字紀錄，這些粵劇劇本或戲院的介紹成為了非官方的規範標準，得到大眾的依從。而自國共內戰後，粵港兩地長期分隔，令兩地粵語白話文使用者選字各有不同，譬如廣州粵語白話文用「嗯、噶、系、咯」，而香港用「唔、嗰/果、係、囉/咯」，但除新造字外，大多用字有根有據，約定俗成。

### 閩語

#### 閩東片-侯官小片
與粵語白話文相同，由於欠缺政府採納和支持，又缺乏專門的規範機構，人們書寫閩語白話文經常出現錯別字，或者乾脆拿諧音字以及英文（字母）代替，使得書寫頗爲混亂。儘管如此，約定俗成的「標準」還是存在的。在第二次世界大戰前後，由於當時的閩劇是少數把閩文寫出來的文字紀錄，這些閩劇劇本、評話劇本、伬唱唱本、十番樂譜成為了非官方的規範標準，得到大眾的依從。

#### 閩南片-泉漳小片
與上述情況相同，由於欠缺政府採納和支持，又缺乏專門的規範機構，多數臺灣閩南人於書寫臺灣閩南語白話文時，皆以國語中音義相似的字詞或者注音符號來代替書寫，導致民間的台語文用字十分混亂，但基本的「約定俗成」還是存在。2009年，台灣教育部公佈700個臺灣閩南語推薦用字並架設台灣閩南語常用詞辭典 （页面存档备份，存于）供大眾學習參考使用。雖然這批推薦用字的準確性時有爭議，但它卻為台語文的標準化提供了重大的突破，台語文的規範亦因此愈漸統一。